# Sistema incentivante
Con sistema incentivante, in economia aziendale, indica  il sistema operativo di una impresa volto ad allineare il comportamento delle risorse umane alle aspettative dell'organizzazione, incentivando i comportamenti desiderati e disincentivando quelli non desiderati. Tale sistema è considerato parte del più ampio sistema di gestione e sviluppo delle risorse umane.

## Presupposti
Il sistema incentivante può svolgere la sua funzione in tanto in quanto l'applicazione degli incentivi e disincentivi avvenga sulla base di criteri oggettivi, in funzione dei comportamenti organizzativi tenuti (o, come si suol dire, agiti) dal personale o dei risultati dallo stesso conseguiti. Ne segue la necessità di una stretta integrazione del sistema incentivante con il sistema di valutazione del personale e, più precisamente, con le componenti di quest'ultimo deputate alla valutazione delle prestazioni. Laddove, poi, si adotti la metodica nota come management by objectives (MbO), l'integrazione dovrà essere estesa anche al sistema di pianificazione e controllo.
Un incentivo (o premio o sanzione positiva) è uno stimolo, proveniente dall'ambiente lavorativo, che incide sul processo motivazionale dell'individuo, soddisfacendo un suo bisogno e, quindi, spingendolo ad un comportamento desiderato. Al contrario, un disincentivo (o punizione o sanzione negativa o sanzione in senso stretto) è uno stimolo, proveniente dall'ambiente lavorativo, che incide sul processo motivazionale dell'individuo, allontanandolo dal soddisfacimento di un suo bisogno e, quindi, spingendolo ad evitare un comportamento indesiderato.
Gli incentivi e disincentivi possono essere molto vari, in funzione dei bisogni del lavoratore su cui agiscono e delle modalità con le quali sono applicati. Alcuni sono formalizzati (si pensi agli avanzamenti di carriera o alle sanzioni disciplinari previste dai contratti collettivi) altri, invece, del tutto informali (ad esempio la stima o, al contrario, la disapprovazione del gruppo o del capo). Tra gli incentivi sono particolarmente diffusi quelli monetari, i fringe benefits e i sistemi di carriera.

## I principali tipi d'incentivo
Gli incentivi monetari costituiscono la parte variabile della retribuzione, correlata alla prestazione del lavoratore (ossia ai comportamenti organizzativi agiti e ai risultati raggiunti), che si somma alla parte fissa, correlata invece essenzialmente alla posizione ricoperta. Si ritiene che l'incentivo dovrebbe incidere sulla parte fissa della retribuzione per una percentuale compresa tra il 5% ed il 10%: percentuali minori lo rendono inefficace; percentuali maggiori tendono a far sì che il lavoratore concentri tutti i suoi sforzi sugli aspetti della prestazione legati all'incentivo, aspetti che di solito sono di tipo quantitativo, a discapito degli altri, che invece sono solitamente di tipo qualitativo.
Tra gli incentivi monetari si distinguono:
- i bonus legati alla prestazione;
- gli aumenti di merito.

I bonus sono corrisposti una tantum e non sono quindi consolidati nella retribuzione del lavoratore; possono essere assegnati al singolo lavoratore o al gruppo. Forme di bonus sono:
- il cottimo, che lega la parte variabile della retribuzione a una misura quantitativa del risultato produttivo ottenuto dal lavoratore (cottimo individuale) o dal gruppo (cottimo collettivo);
- la componente variabile della retribuzione correlata al raggiungimento di obiettivi prefissati per il singolo lavoratore, secondo il già citato management by objectives;
- il profit sharing, che lega la parte variabile della retribuzione ad una misura del risultato economico conseguito dall'impresa nel suo complesso (risultato operativo, margine operativo lordo ecc.);
- il gain sharing, che lega la parte variabile della retribuzione ad un indice dell'efficienza complessiva dell'azienda (quale potrebbe essere, ad esempio, il rapporto tra valore aggiunto e costo del lavoro):
- le stock option, che danno diritto al dipendente (solitamente un manager) di acquistare azioni dell'impresa ad un prezzo predeterminato;
- l'una tantum corrisposta al singolo lavoratore quale riconoscimento per il particolare impegno in una determinata occasione.

Gli aumenti di merito sono incrementi retributivi fissi o variabili assegnati in modo stabile e, quindi, consolidati nella retribuzione. Essi danno luogo alla progressione retributiva orizzontale, cioè a parità di ruolo aziendale ricoperto, in contrapposizione alla progressione verticale, conseguente a passaggi di categoria, qualifica o livello, che presuppongono generalmente anche una variazione di ruolo. Gli aumenti di merito vanno quindi a premiare la maggior professionalità acquisita nel ruolo di appartenenza.
Anche i cosiddetti Fringe benefits possono essere un utile strumento di incentivazione e fidelizzazione del personale.